# Bouleternère
Bouleternère är en kommun i departementet Pyrénées-Orientales i regionen Occitanien i södra Frankrike. Kommunen ligger i kantonen Vinça som tillhör arrondissementet Prades. År 2022 hade Bouleternère 953 invånare.

## Befolkningsutveckling
Antalet invånare i kommunen Bouleternère
| Referens: INSEE |